# シンソ・デ・リミア
シンソ・デ・リミア（ガリシア語: Xinzo de Limia）は、スペイン・ガリシア州オウレンセ県のムニシピオ（基礎自治体）。コマルカ・ダ・リミアに属する。ガリシア統計局によれば、2013年の人口は10,307人（2010年：10,245人、2009年：10,161人、2008年：10,033人、2006年:9,999人、2005年:9,930人、2004年:9,869人、2003年:9,821人）。住民呼称はlimiao/-iá。カスティーリャ語表記はGinzo de Limia（ヒンソ・デ・リミア）。
ガリシア語話者の自治体住民に占める割合は、96.57％（2001年）。

## 地理
シンソ・デ・リミアはオウレンセ県の南部に位置し、コマルカ・ダ・リミアに属する。北はサンディアス、シュンケイラ・デ・アンビーア、サレアウスと、東はトラスミーラス、南はクアレドロ、バルタール、オス・ブランコスと、西はポルケイラ、ライリス・デ・ベイガ、ビラール・デ・サントスの各自治体と隣接する。自治体中心地区はシンソ・デ・リミア教区のシンソ・デ・リミア地区。
コマルカ・ダ・リミアの中心自治体であり、県都オウレンセからは40kmの距離にある。自治体名は町内を流れているリミア川に由来する。
シンソ・デ・リミアはシンソ・デ・リミア司法管轄区に属し、同管轄区の中心自治体である。

### 人口
住民は20の教区の34の地区（集落）に分散して暮らしている。
| シンソ・デ・リミアの人口推移 1900－2010                 |
|                                                         |
| 出典:INE（スペイン国立統計局）1900年 - 1991年、1996年 - |

## 歴史
シンソ・デ・リミアは、ローマの支配期に定住していた部族のLimiciの特徴を今に伝えている。自治体の北部にはブラガとアストルガを結ぶ、古代ローマの街道跡（vía XVIII）が今も残っている。町は、ポルトガル王アフォンソ・エンリケスによって、数度征服された歴史を持つが、最終的にはアストゥリアス王アルフォンソ2世によって奪い返され、郡（condado）が創設された。
1927年にはモレイラ地区（教区）がシンソ・デ・リミアに編入された。

## 政治
自治体首長はガリシア国民党（PPdeG）のアントーニオ・ペレス・ロドリゲス（Antonio Pérez Rodríguez）、自治体評議員はガリシア国民党：9、ガリシア民族主義ブロック（BNG）：3、ガリシア社会党（PSdeG-PSOE）：3、A.P.Ga. ：1、AIDAL：1となっている（2011年5月22日の自治体選挙結果、得票順）。
| 1999年6月13日自治体選挙 |        |        |          |
| 政党                    | 得票数 | 得票率 | 獲得議席 |
| PPdeG                   | 2,467  | 40.67% | 6        |
| PSdeG-PSOE              | 1,705  | 28.11% | 4        |
| BNG                     | 1,091  | 17.99% | 2        |
| CG                      | 514    | 8.47%  | 1        |
| DG                      | 251    | 4.14%  | 0        |

| 2003年5月25日自治体選挙 |        |        |          |
| 政党                    | 得票数 | 得票率 | 獲得議席 |
| PPdeG                   | 3,198  | 47.21% | 7        |
| PSdeG-PSOE              | 1,477  | 21.80% | 3        |
| CG                      | 1,246  | 18.39% | 2        |
| BNG                     | 688    | 10.16% | 1        |
| ADEI-O                  | 91     | 1.34%  | 0        |

| 2007年5月27日自治体選挙 |        |        |          |
| 政党                    | 得票数 | 得票率 | 獲得議席 |
| PPdeG                   | 3,083  | 48.96% | 7        |
| PSdeG-PSOE              | 1,768  | 28.08% | 4        |
| BNG                     | 1,225  | 19.44% | 2        |
| ADEI-O                  | 136    | 2.16%  | 0        |

| 2011年5月22日自治体選挙 |        |        |          |
| 政党                    | 得票数 | 得票率 | 獲得議席 |
| PPdeG                   | 3,283  | 48.13% | 9        |
| BNG                     | 1,323  | 19.40% | 3        |
| PSdeG-PSOE              | 1,000  | 14.66% | 3        |
| A.P.Ga.                 | 503    | 7.37%  | 1        |
| AIDAL                   | 436    | 6.39%  | 1        |
| EU                      | 135    | 1.98%  | 0        |
| ADEI-O                  | 38     | 0.56%  | 0        |

## 教区
シンソ・デ・リミアは20の教区に分けられている。太字は自治体中心地区のある教区。
- ボアード（サン・ペドロ）
- シーマ・デ・リベイラ（サン・ミゲル）
- ダミル（サン・サルバドール）
- ファラモンターオス（サン・サルバドール）
- ガナーデ（サン・バルトロメウ）
- グディン（サン・ミゲル）
- グンティミル（サン・ショアン）
- ラマス（サンタ・マリーア）
- ラロアー（サンタ・マリーア）
- モレイラス (サン・トメ)
- モルガーデ (サン・トメ)
- モステイロ・デ・リベイラ（サンタ・マリーア）
- ノバス（サン・ニコラーオ）
- パラーダ・デ・リベイラ（サン・サルバドール）
- ア・ペナ（サン・ペドロ）
- ピニェイラ・セカ（サント・アンドレ）
- サン・ペドロ・デ・ラロアー（サン・ペドロ）
- セオアーネ・デ・オレイロス（サン・ショアン）
- ソルベイラ・デ・リミア（サン・ペドロ）
- シンソ・デ・リミア（サンタ・マリーニャ）